# إدواردو بينيت
إدواردو بينيت (بالإسبانية: Eduardo Bennett)‏ (11 سبتمبر 1968 لا سيبا هندوراس - ) هو لاعب كرة قدم هندوراسي يلعب كمهاجم.

## روابط خارجية
- إدواردو بينيت على موقع الاتحاد الدولي (مؤرشف)  (الإنجليزية)
- إدواردو بينيت على موقع قاعدة بيانات كرة القدم.إي يو (الإنجليزية)
- إدواردو بينيت على موقع ناشيونال فوتبول تيمز (الإنجليزية)
- إدواردو بينيت على موقع عالم كرة القدم.نت (الإنجليزية)